# Tour Spektrum

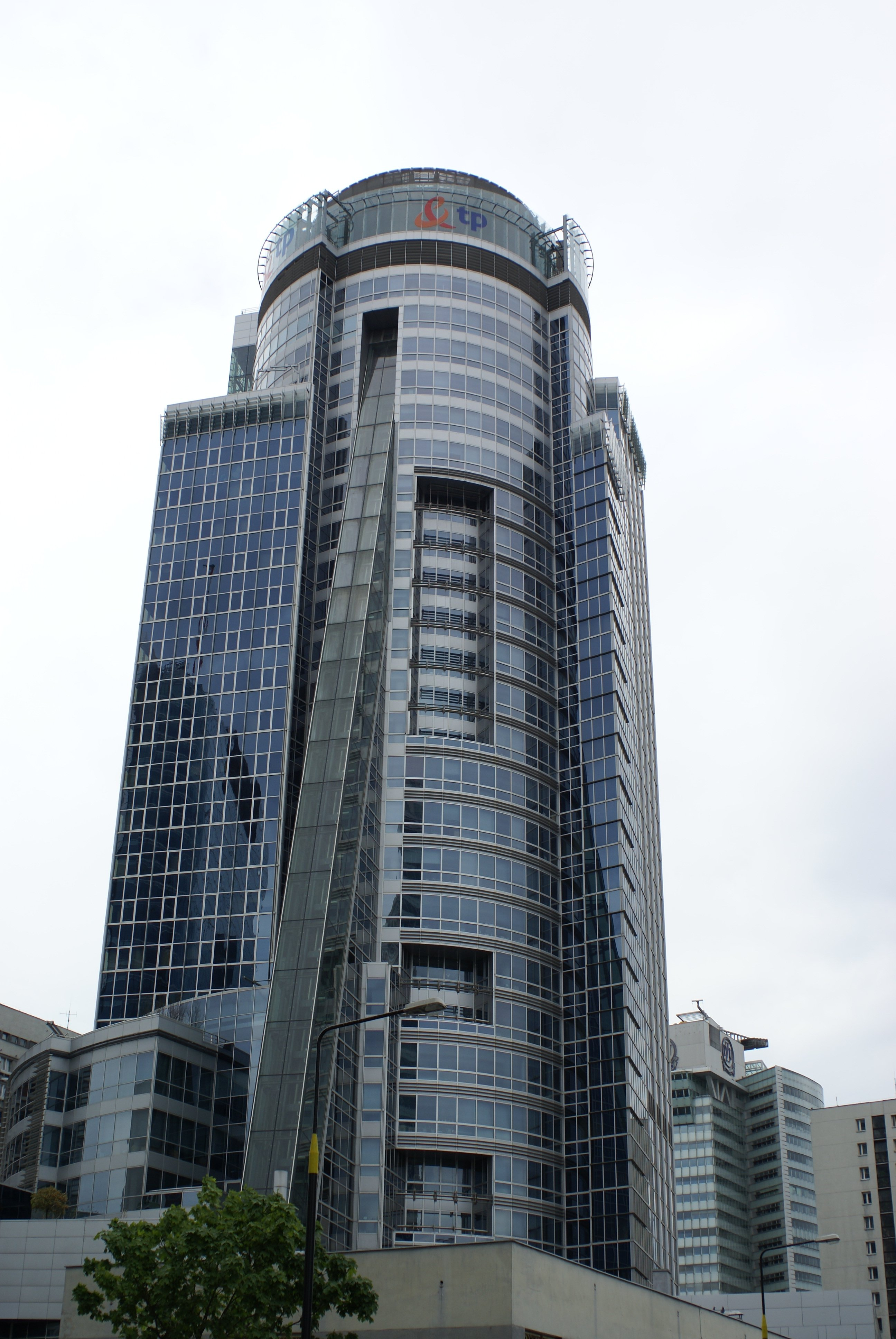

La tour Spektrum (anciennement TP S.A.) est un gratte-ciel de Varsovie. Sa construction a été achevée en 2001, après deux ans de travaux. Il mesure 128 mètres de hauteur et compte 30 étages. La tour est l'œuvre des cabinets d'architecture APAR Project Sp. z o.o. et Arca A & C Sp. z o.o. 

Le bâtiment a abrité, entre autres entreprises, le siège de l'opérateur polonais de télécommunications Telekomunikacja Polska, d'où il tirait son nom.
La tour est la huitième plus haute de la ville, après les 140 mètres et 42 étages de l'Oxford Tower, et devant l'Orco Tower avec ses 115 mètres et ses 27 étages.